# Almendros (Cuenca)
Almendros ist eine Gemeinde (Municipio) und ein Dorf mit 238 Einwohnern (Stand: 2024) in der Provinz Cuenca in der Autonomen Region Kastilien-La Mancha. 

## Lage
Almendros liegt etwa 68 Kilometer westsüdwestlich von Cuenca in einer Höhe von ca. 890 m.

## Bevölkerungsentwicklung
| 1970 | 1981 | 1991 | 2001 | 2011 | 2021 |
| ---- | ---- | ---- | ---- | ---- | ---- |
| 926  | 543  | 417  | 290  | 284  | 233  |

## Sehenswürdigkeiten
- Kreuzkirche
- Kapelle der Unbefleckten Empfängnis

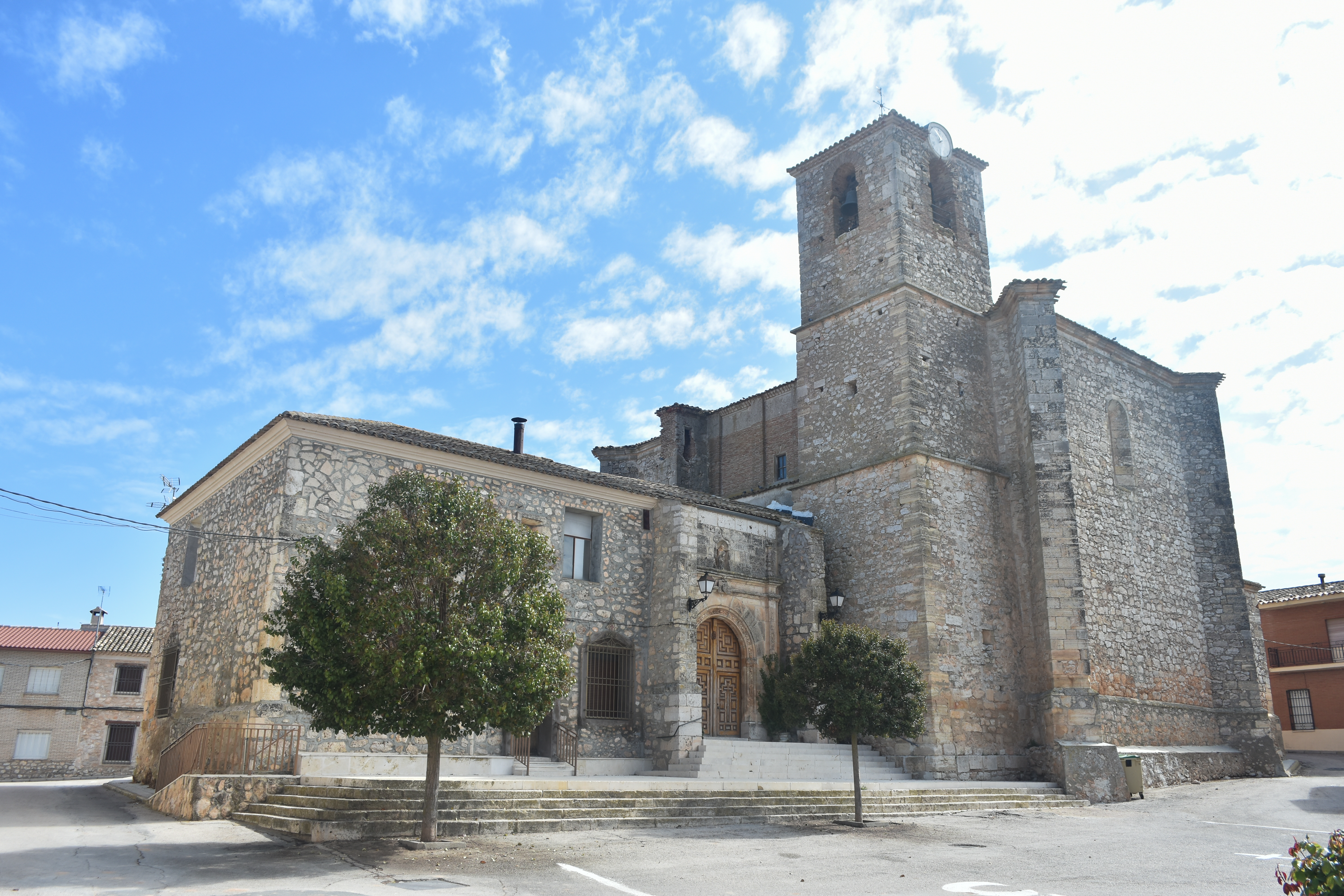
Kreuzkirche
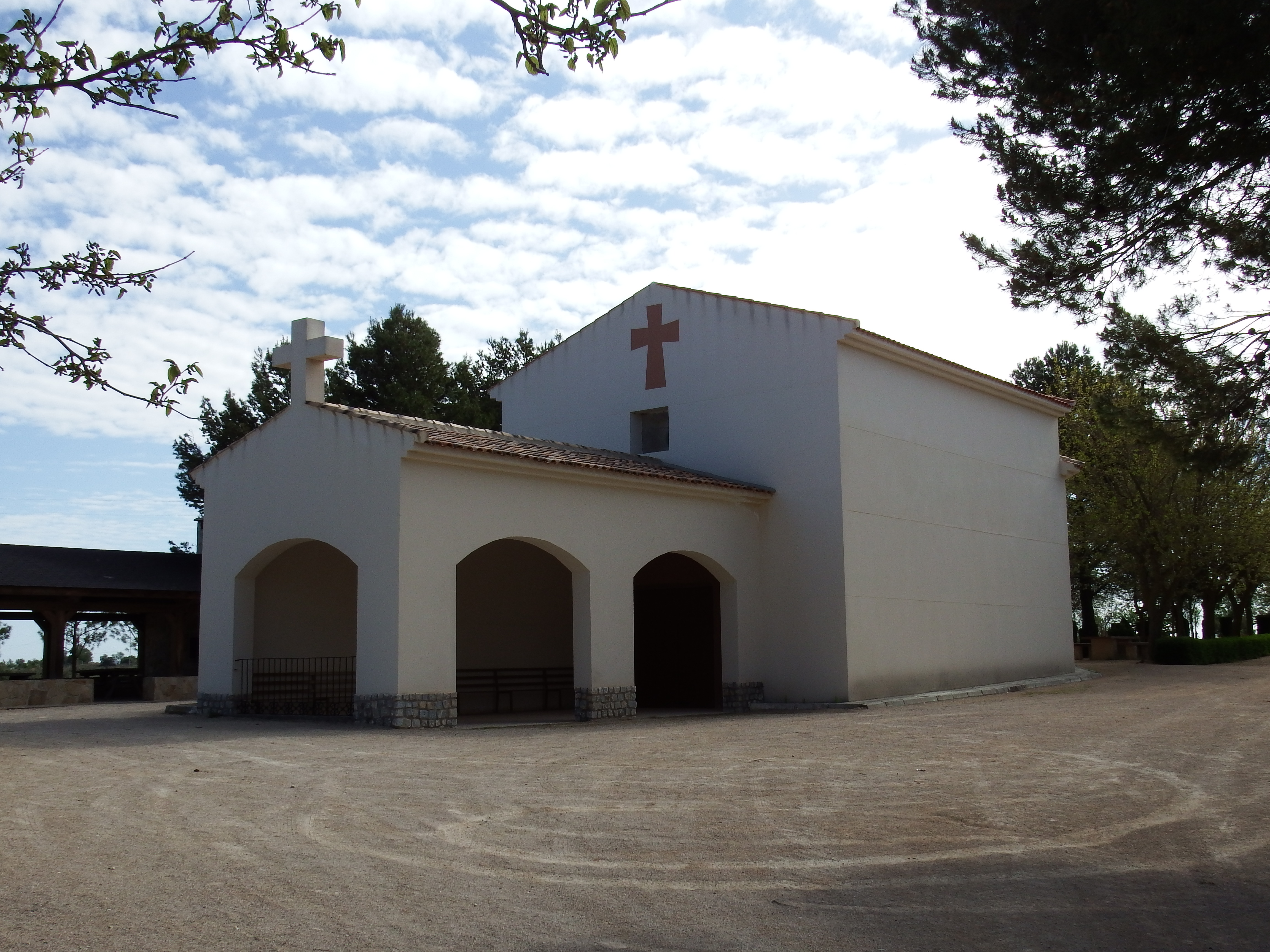
Kapelle der Unbefleckten Empfängnis
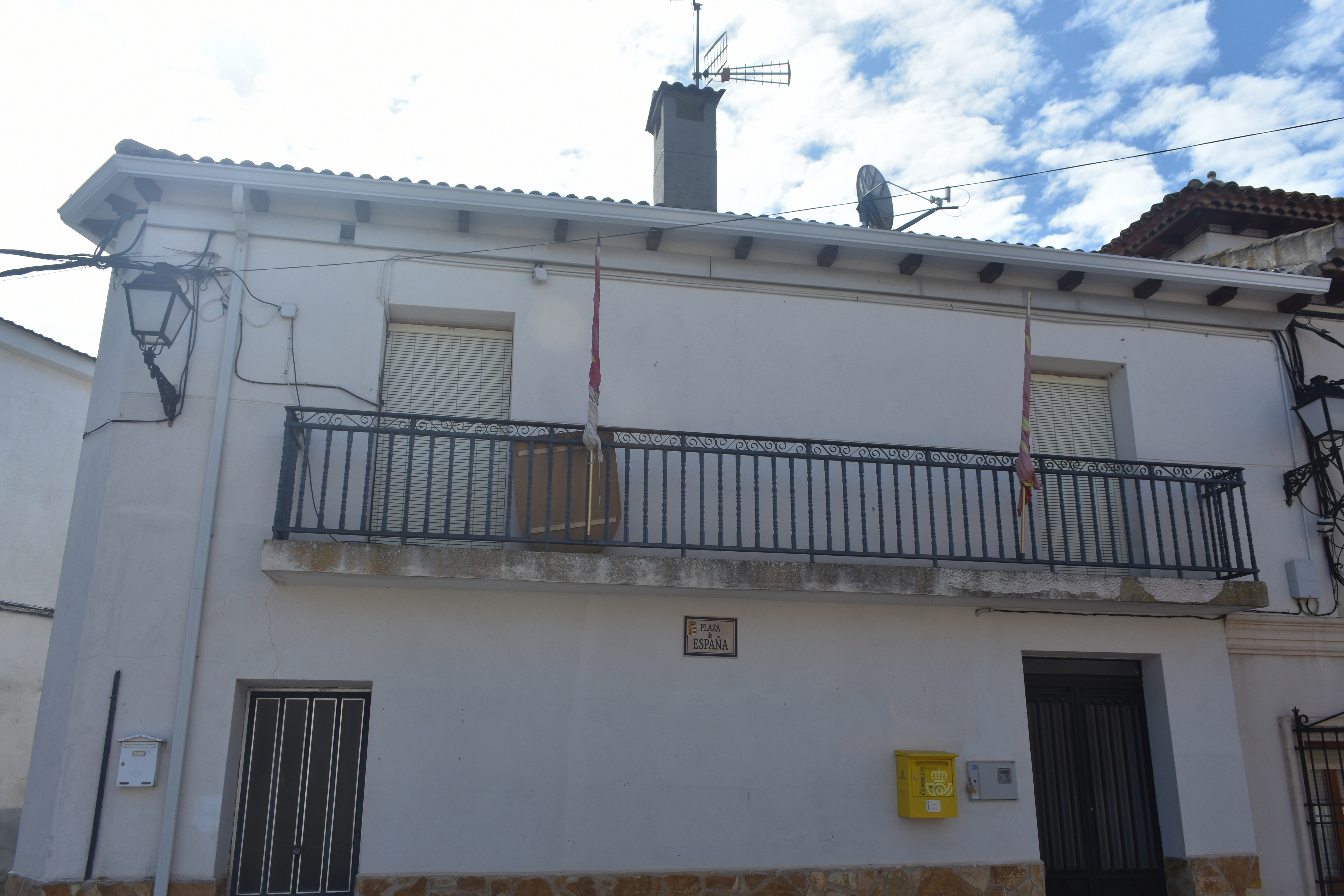
Rathaus